# Chromodoris geminus
Chromodoris geminus is een zeenaaktslak die behoort tot de familie van de Chromodorididae. Deze slak leeft in de Rode Zee en in de Indische Oceaan. Deze soort wordt vaak verward met de Chromodoris kuniei, die zich enkel onderscheid door een paarse rand.
De slak is veelal geel-wit gekleurd, met hier en daar paarse of violetkleurige vlekken. Ze wordt, als ze volwassen is, zo'n 6 cm lang.